# Kläppesjön
Kläppesjön är en sjö i Krokoms kommun och Östersunds kommun i Jämtland och ingår i Indalsälvens huvudavrinningsområde. Sjön har en area på 0,364 kvadratkilometer och ligger 367,1 meter över havet.

## Delavrinningsområde
Kläppesjön ingår i det delavrinningsområde (701404-144628) som SMHI kallar för Utloppet av Kläppesjön. Medelhöjden är 392 meter över havet och ytan är 11 kvadratkilometer. Det finns inga avrinningsområden uppströms utan avrinningsområdet är högsta punkten. Vattendraget som avvattnar avrinningsområdet har biflödesordning 3, vilket innebär att vattnet flödar genom totalt 3 vattendrag innan det når havet efter 211 kilometer. Avrinningsområdet består mestadels av skog (73 procent) och sankmarker (15 procent). Avrinningsområdet har 0,36 kvadratkilometer vattenytor vilket ger det en sjöprocent på 3,3 procent.